# Брюз
Брюз (фр. Bruz) — коммуна на северо-западе Франции, находится в регионе Бретань, департамент Иль и Вилен, округ Ренн, центр одноименного кантона. Коммуна расположена в 11 км к югу от Ренна, в 9 км от кольцевой автомобильной дороги вокруг Ренна N136. На западе коммуны находится железнодорожная станция Брюз линии Ренн-Редон.
Население (2018) — 18 516 человек. 

## История
Брюз находится на территории, заселенной галльским племенем ридонов, столицей которых был Ренн. После завоевания Галлии в ходе Галльской войны в I веке до н.э. Брюз, как и все земли ридонов, вошел в состав провинции Лугдунская Галлия. Через Брюз и расположенный поблизости мост Пон-Реан проходила римская дорога из Ренна в Рьё.
На протяжении веков Брюз был небольшим сельским поселением. В XI веке епископы Ренна построили здесь особняк Сен-Армель, ставший их летней резиденцией. Сохранившийся до наших дней особняк был перестроен в XV и XVII веках. 
7 мая 1944 года Брюз подвергается бомбардировке английской авиацией; город был почти полностью разрушен, в течение 20 минут погибло 38 % его жителей. К концу века город стал активно развиваться — были реконструированы церковь и здание мэрии, построен студенческий кампус Кер Лан (Ker Lann), население Брюза стало быстро расти и сейчас он является пятым по численности населения городом департамента Иль и Вилен.

## Достопримечательности
- Особняк Сент-Армель XI века, перестроенный в XV и XVII веках, бывшая резиденция епископов Ренна
- Мост Пон-Реан через реку Вилен 1767 года
- Шато де Карсе XVII века
- Шато де Лож XVII века
- Руины шато де Сисе
- Мельница Ле-Боэль у плотины на реке Вилен XVI—XVII веков

## Экономика
Структура занятости населения:
- сельское хозяйство — 0,5 %
- промышленность — 7,1 %
- строительство — 5,8 %
- торговля, транспорт и сфера услуг — 40,3 %
- государственные и муниципальные службы — 46,3 %

Уровень безработицы (2018) — 10,2 % (Франция в целом —  13,4 %, департамент Иль и Вилен — 10,4 %). 

Среднегодовой доход на 1 человека, евро (2018) — 24 190 (Франция в целом — 21 730, департамент Иль и Вилен — 22 230).

## Демография
Динамика численности населения, чел.

## Администрация
Пост мэра Брюза с 2020 года занимает Филипп Сальмон (Philippe Salmon). На муниципальных выборах 2020 года возглавляемый им левый список победил в 1-м туре, получив 54,88 % голосов.
| Период | Период | Фамилия        | Партия                                                      | Примечания                                           |
| ------ | ------ | -------------- | ----------------------------------------------------------- | ---------------------------------------------------- |
| 1960   | 1989   | Альфонс Лего   | Разные правые                                               | работник службы EGRM                                 |
| 1989   | 2008   | Робер Барре    | Союз за французскую демократию                              | работник банка член Генерального совета департамента |
| 2008   | 2014   | Филипп Каффен  | Разные левые                                                | бывший директор ассоциации APRAS                     |
| 2014   | 2020   | Огюст Луапр    | Союз за народное движение Республиканцы Вперёд, Республика! | бывший директор отделения Интерпола                  |
| 2020   |        | Филипп Сальмон | Разные левые                                                | руководитель предприятия                             |

## Города-побратимы
- Вжесня, Польша